# Dasineura cyanococci
Dasineura cyanococci är en tvåvingeart som först beskrevs av Ephraim Porter Felt 1907.  Dasineura cyanococci ingår i släktet Dasineura och familjen gallmyggor. Inga underarter finns listade i Catalogue of Life.